# Hansenauropus gratus
Hansenauropus gratus är en mångfotingart som beskrevs av Paul Auguste Remy 1954. Hansenauropus gratus ingår i släktet Hansenauropus och familjen Hansenauropodidae. Inga underarter finns listade i Catalogue of Life.